# Reno Bromuro
Nazzareno 'Reno' Bromuro (Paduli, 2 luglio 1932 – Roma, 12 giugno 2009) è stato un poeta, scrittore, attore e regista teatrale italiano.

## Biografia
Ha rappresentato la sua prima commedia a soli 16 anni.
Nel 1957, a Napoli, ha fondato il Centro Sperimentale per un Teatro neorealista, ed il 13 dicembre dello stesso anno ha debuttato al Teatro Bracco con l'opera Il vaso dei sogni perduti.
Ha rappresentato trentacinque commedie e pubblicato decine di raccolte poetiche, saggi ed un manuale di educazione al teatro per ragazzi.
Ha fondato nel 1973 (di fatto) l'A.I.A. Associazione Internazionale Artisti "Poesie della Vita", e, come critico letterario, ha recensito molti poeti italiani e stranieri.

## Opere
- Note e Motivi (poesie) pref. di Enzo V. Marmorale (1955, C. Armanni Editore)
- Il vaso dei sogni perduti (dramma) (1956, C. Armanni Editore)
- Il canto dell'usignuolo (poesie) (1971, Gabrieli Editore)
- Occhi che non capivano (poesie) (1975, Edizioni Andromeda)
- Senza levatrice (poesie) (1983, Albatros Editrice)
- Se m'addormento (poesie) (1986, Autoprodotto)
- Narciso e la totalità dell'esistere nella poesia di G. Selvaggi (1986 Ed. ReVi)
- Camminare cantando (poesie) - (1989, Edizione A.I.A. Poesia della Vita)
- Paduli sul Calore - Origine - Tradizioni-Superstizioni (1991,  C. Editrice Menna)
- Poesie della Vita (1991, Ursini Editore)
- Oltre il Fondale - Educazione Teatrale per la Scuola Media (1996, Ursini Editore)